# Баба Яга е против
„Баба Яга е против!“ (на руски: Баба-Яга против!) е трисериен съветски ръчно рисуван анимационен филм, създаден от Союзмультфильм за Летните олимпийски игри в Москва през 1980 г.

## Сюжет
Внимание:  Текстът по-долу разкрива сюжета на произведението (или части от него)!
Мечето Миша е избран за талисман на Олимпийските игри, но Баба Яга, заедно с триглавата змия Горинич и Кошчей, се стреми да му попречи първо да стигне до Олимпиадата и след това да участва в нея, но всичките им опити приключват с неуспех.
Сценаристи са Александър Курляндски, Григорий Остер и Едуард Успенски.
- Режисьор – Владимир Пекар
- Сценограф – Татяна Колюшева
- Композитор – Едуард Артемиев, с участието на ансамбъл „Бумеранг“ под ръководството на Юрий Богданов